# Література і мистецтво
«Література і мистецтво» — назва кількох періодичних видань в Україні.

## 1929-1930, Київ
З січня 1929 року в Києві почала виходити газета «Література і мистецтво». З 17 серпня 1929 по 2 листопада 1930 — як рубрика в газеті «Вісті ВУЦВК»). Редактор Євген Касяненко.

## 1941, Київ, додаток до «Українського слова»
Під час Німецько-радянської війни під назвою «Література і мистецтво» в Києві з 19 жовтня 1941 року виходив додаток до газети «Українське слово» (редактор — Михайло Ситник).

## 1941-1944, Ворошиловград, Уфа, Москва, Харків, Київ, орган спілки письменників УРСР
Газета із такою ж назвою виходила з 21 грудня 1941 до 31 грудня 1944 року як орган спілки письменників УРСР та управління у справах мистецтв при Раднаркомі УРСР. Газета видавалася у різних містах — Ворошиловграді, Уфі (з 27 січня 1942 до 31 грудня 1943, головний редактор Іван Кочерга), Москві, Харкові, знову Києві (від 1944). 
В 1943—1944& редактором був Леонід Новиченко). 
Випускалася щотижня на чотирьох шпальтах великого формату. Вміст видання зводився до того, щоб активізувати діяльність творчої інтелігенції на допомогу фронту, на якнайшвидший розгром ворога. На сторінках газети виступали письменники, артисти, композитори, художники, науковці України, які проживали в різних містах і селах СРСР.
1945 року в Києві редакцію «Літератури і мистецтва» розділили. З січня 1945 з продовженням попередньої нумерації видається «Літературна газета», а 3 квітня 1945 побачив світ № 1 газети «Радянське мистецтво». Впродовж тривалого часу у вихідних даних зазначалося, що газета видається саме з квітня 1945 року.